# Desa Singasari (administrativ by i Indonesien, Jawa Barat, lat -6,47, long 107,02)
Desa Singasari är en administrativ by i Indonesien.   Den ligger i provinsen Jawa Barat, i den västra delen av landet, 30 km sydost om huvudstaden Jakarta.